# Церква Святого Петра (Відень)
Це́рква Свято́го Петра́, або Пе́терскірхе (нім. Peterskirche)  — ректорська римо-католицька церква в місті Відень, Австрія; одна з найвідвідуваніших туристами пам'яток міста. Належить священикам Opus Dei.

## Історія
Церква Святого Петра побудована на місці першого християнського храму Відня, ще тоді римському таборі, який виник понад 1600 років тому. Пізніше його змінила церква у романському стилі. Лише на початку XVIII століття Лукас Хільдебрандт перебудував її в стилі бароко і вона набула такого вигляду, якою її можна побачити зараз.
Церква була побудована коштом товариства прихожан, Братством Пресвятої Трійці. Всі будівельні роботи були завершені в 1733 році. З 1970 року підпорядковеється прелату ордена Opus Dei.

## Опис
Головний вівтар являє собою полотно М. Альтомонте, на якому зображено «Зцілення кульгавого Святими Петром та Іоаном біля червоних дверей Єрусалимського храму».
Оскільки храм освячений на честь Святої Трійці, тут скрізь можна побачити зображення і символи головного таїнства: на вівтарі, на церковній кафедрі (робота М.Штейнля), а також на купольній фресці (робота Й. М. Роттмайра) та в багатьох інших місцях. Тут також присутні багато зображень Діви Марії, якій в цьому храмі поклонялись не менше, ніж Святій Трійці: на головному вітарі — «Пренепорочна» (робота Л.Купельвізера), на бокових вітарях — «Серце Марії» (робота того ж майстра), ніжна «Марія Швидка Помічниця» (Розенштіпгль), «Богоматір Добра Порадниця» (дар папи Лева XIII), «Апофеоз Марії» на фресці купола, прекрасна «Богоматір Бунцлавська» над зображенням мучеництва Святого Іоана Непомука (робота Лоренцо Маттіеллі)
Під першими боковими вівтарями, розташованими праворуч і ліворуч, «Святе Сімейство» (робота М.Альтомонте) та «Святий Михайло» (І. Г. Шмідт) відповідно, знаходяться релікварії, у яких покояться мощі двох мучеників, привезені кардиналом Колонітієм з Римських катакомб. Під зображенням «Святого Сімейства», на виступі, розташований портрет Хосе Марії Ескріви, засновника ордену Opus Dei.
Під верхнім куполом розташовані фігури чотирьох євангелістів та чотирьох латинських Учителів Церкви, виконані І. Г. Шмідтом, а також імперський герб Леопольда I з девізом «consilio et industria o s».